# Bill Amis
Wilburn Davis Amis IV, detto Bill (Oklahoma City, 25 ottobre 1987), è un ex cestista statunitense.